# Eagle Lofts
Eagle Lofts ist ein Wohnkomplex im Stadtbezirk Queens in New York City, Vereinigte Staaten. Der Komplex besteht aus einem in ein Wohngebäude umgewandeltes Lagergebäude im Stil der Art déco aus den 1920er Jahren und einen modernen 55-stöckigen Wolkenkratzer.

## Beschreibung
Eagle Lofts befindet sich im Stadtteil Long Island City und belegt etwa dreiviertel eines Stadtblocks an der Jackson Avenue zwischen der Queens Street und der Dutch Kills Street. Das östlich gelegene 251 m hohe Nachbargebäude The Orchard ist der höchste Wolkenkratzer von Queens. Direkt angrenzend verlaufen südöstlich die Gleise der Long Island Rail Road (LIRR) sowie südwestlich eine der Rampen zur Queensboro Bridge. Die nächstgelegene U-Bahn-Station der New York City Subway ist die zwei Blocks entfernte Station Queens Plaza, wo die Linien  verkehren.
Der Wohnturm von Eagle Lofts wurde von den SLCE Architects entworfen, erreicht eine Gesamthöhe von 182,2 Meter (598 Fuß) und besitzt 55 Stockwerke. Damit ist er mit Stand Februar 2025 das siebthöchste Gebäude in Queens. 2014 projektiert, wurden die 2016 begonnenen Bauarbeiten im Jahr 2018 abgeschlossen. Bauherr ist die Rockrose Development Corporation. Der Turm ist an drei Seiten mit einer glatten Glasfassade verkleidet. In Erwartung der weiteren Bebauung des Stadtblocks mit dem 2025 fertiggestellten 19-stöckigen Hochhaus Eagle Loft Collection Phase 2 (43–14 Queens Street) hat die Nordseite eine fensterlose Betonfassade.
Eagles Loft umfasst des Weiteren ein Großteil des ehemaligen sechsstöckigen Fabrikgebäudes der Eagle Electric Manufacturing, das auch als Basis des Turms dient. Das 1929 errichtete und umgebaute Lagergebäude beherbergt geräumige Loftwohnungen und auf dem Dach wurden begrünte Terrassen angelegt. Durch Abriss des zentralen Gebäudekerns entstand ein von Mathews Nielsen landschaftlich gestalteter Innenhof. Für die Bewohner der 783 Mietwohnungen stehen unter anderem ein zweistöckiges Fitnesscenter, eine Lounge, ein Arbeitsstudio, ein Billard- und Spielzimmer, ein Medienraum und Dachterrassen mit Grillstation zur Verfügung.

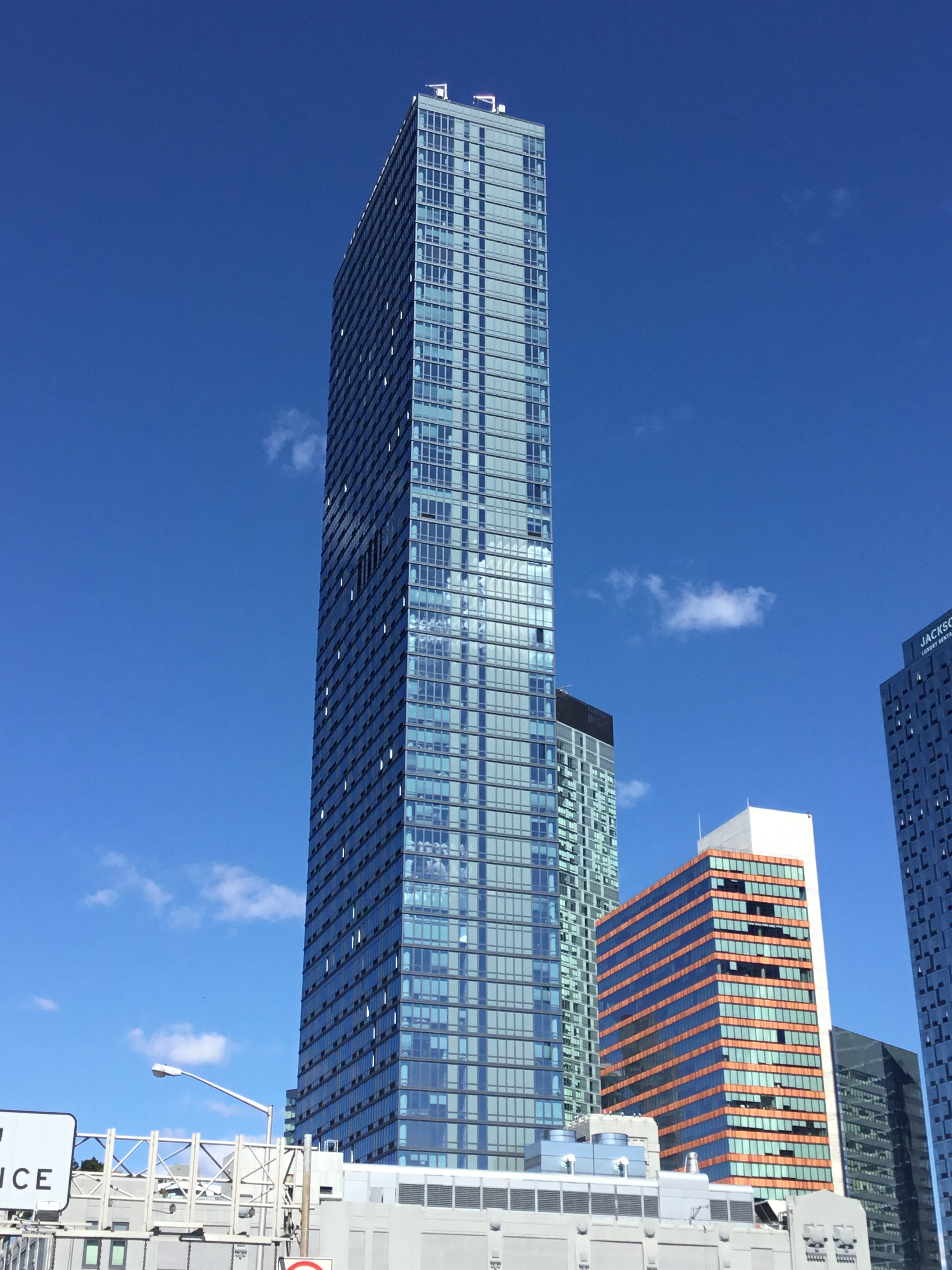
Die schmale Südseite des Wohnturms und das oberste Geschoss der Loftwohnungen am 29. September 2021